# Pardosa umtalica
Pardosa umtalica är en spindelart som beskrevs av William Frederick Purcell 1903. Pardosa umtalica ingår i släktet Pardosa och familjen vargspindlar. Inga underarter finns listade i Catalogue of Life.